# Granville
Granville ou, na sua forma portuguesa, Granvila é uma comuna francesa na região administrativa da Normandia, no departamento Mancha. Estende-se por uma área de 9,9 km². Em 2010 a comuna tinha 13 243 habitantes (densidade: 1 337,7 hab./km²).254 hab/km².